# Thyrsopteris elegans
Thyrsopteris elegans là một loài thực vật có hoa trong họ dương xỉ Thyrsopteridaceae. Loài này được Kunze miêu tả khoa học đầu tiên.